# Vennelystparken
Vennelystparken er en offentlig park i Aarhus. Det er den ældste park i byen og den blev anlægt fra 1824 til 1830 mellem Vennelyst Boulevard og Nørrebrogade. Op igennem 1800-tallet og frem til anden verdenskrig blev den brugt som ramme for revyer, cirkus, koncerter og skuespil.
I dag er parken en del af Aarhus Universitets campus i Midtbyen. Der er ingen faste scener længere, men parken bruges til friluftskoncerter, demonstratioer og som rekreativt område for Øgadekvarteret (Aarhus).
Vennelystparken er anlagt med store bølgende græsområder og en sø og en å, der går igennem området. Træerne er bøg og kastanje.